# پیتر کافی
پیتر کافی (انگلیسی: Peter Coffey; ۹ آوریل ۱۸۷۶ – ۷ ژانویهٔ ۱۹۴۳) فیلسوف، و کشیش کاتولیک اهل پادشاهی متحد بریتانیای کبیر و ایرلند بود.